# 罗杂寺
罗杂寺，位于西藏自治区拉萨市林周县春堆乡巴杂村，是一座藏传佛教寺院。

## 简介
罗杂寺位于西藏自治区拉萨市林周县春堆乡巴杂村，为藏传佛教寺院。
2012年，该寺的僧人江参阿旺被评为西藏自治区爱国守法先进僧尼。